# Fiat C.R.32
El Fiat C.R.32 va ser un avió caça biplà italià, utilitzat en suport al bàndol revoltat del general Franco durant la Guerra Civil espanyola.
Les forces armades italianes van donar suport activament al bàndol franquista durant la guerra. A partir del 18 d'agost de l'any 1936 van enviar els primers 12 aparells de la sèrie  Freccia (Fletxa en italià) per enfrontar-se als Polikarpov I-15 i Polikarpov I-16 (Xatos i Mosques) que eren l'espina dorsal de les forces aèries republicanes.

## Història
Dissenyat per l'enginyer Celestino Rosatelli representava un desenvolupament del C.R.30, era un avió elegant i veloç per la seva època.
Començat a fabricar a mitjan any 1932 no va ser completat fins a la primavera de l'any 1933, i el seu primer vol va ser el 28 d'abril des del camp d'aviació de Fiat a Torí. Tenia la configuració del model anterior: biplà amb l'ala inferior més curta que la superior. D'estructura mixta, ja que els llarguers i el costellam era de duralumini, recobertes per tela. Els muntants eren de tub rígid en forma de W (muntants tipus Warren) i tirants de cable d'acer. La mateixa estructura pels alerons presents sols en les ales superiors. El fuselatge era fet de tubs de ferro i alumini, recobert del morro fins al lloc de pilotatge, i la part inferior fins a la cua de duralumini, el resta de tela. El motor era un Fiat A. 30 RA, Un dotze cilindres en V a 60º invertit, refrigerat per aigua, i que donava 600 CV a baixa cota a 2.600 RPM, aquest motor va ser projectat en el 1930, era el mateix que propulsava al C.R. 30 i al Ro 37. Aquest motor no necessitava benzina especial d'aviació, però si una barreja especial, per arribar als 97 No octans, composta per 55% de benzina, 22% de benzol i 23% d'alcohol. El motor actuava sobre una hèlix bipala metàl·lica de pas variable (regulable solament des de terra).
L'armament inicial eren dues metralladores Breda-SAFAT de calibre 7,7 mm, però ja hi estava previst el muntatge d'armes de calibre 12,7 mm, muntades sobre el capṕ, disparant a través de l'hèlix amb sistema de sincronisme. L'habitacle era obert amb parabrises, i la instrumentació era l'habitual de l'època, amb brúixola OMI 03, anemòmetre fins a 450 km/h, variòmetre, indicador de guinyada, conta revolucions i altímetre fins a 8.000 m, a més de punt de mira, que posteriorment van ser canviats. Tots els aparells estaven preparats per muntar el radiotransmissor, però la radio RA.80-1 era opcional, i quan era muntada era alimentada per un generador mogut per una hèlix muntada sobre el dipòsit de carburant situat al centre de l'ala superior. Per altra banda també estava previst a l'arrel de la semi-ala inferior esquerra una càmera OMI FM.62, capaç de fer fotos i de filmar sincronitzada amb les metralladores. El tren d'aterratge era fix, amb rodes carenades i amortidors.
El nou caça era més petit, i amb una superfície alar també més petita, però sobretot amb una nova distribució de pesos, degut a una recol·locació del dipòsit, lo que l'hi conferia més velocitat i maniobrabilitat que el seu predecessor.
Les primeres comandes foren assignades l'any 1934. De la versió original es van fabricar 383 exemplars, dels quals 291 van ser destinats a la Regia Aeronautica, 76 a Hongria i 16 a la Xina, en total a la Fiat, es van fabricar uns 1.212 avions.

## Dades tècniques
- Longitud : 7,45 metres
- Amplada : 9,50 metres
- Alçaria : 2,63 metres
- Pes en vuit : 1.459 quilos, Pes en envol: 1.900 quilos
- Velocitat màxima : 354 km/h, Velocitat de creuer : 316 km/h
- Autonomia : 780 km, Sostre de vol : 7.700 metres
- Armament : de 2 a 4 metralladores de calibres 7,7mm o 12,7mm, i fins a 100 kg de bombes

## Teatres d'operacions

### Espanya
Com ja s'ha comentat, aquests avions van formar part de l'aviació del bàndol "Nacional", i amb els primers aparells es van formar les esquadrilles, Gamba di ferro (Cama de ferro), Cucaracha, Asso di Bastoni (As de bastos), i va tindre el bateig de foc en aquest teatre, on el primer aparell abatut va ser un Nieuport 52 del bàndol republicà, al cel de Cordovà, i la victòria se la va anotar el tinent pilot Vittorio Ceccherelli, concedint-li la medalla d'or al valor militar, qui posteriorment va ser mort en el cel d'Espanya. En total, el govern italià, va enviar a Espanya 376 C.R.32, i altres 100 es van fabricar a Espanya. Sis aparells van ser capturats per la república, i un d'ells va ser enviat a la Unió Soviètica per la seva avaluació.
Aquests avions de caça, la majoria formaven l'aviació legionària, que va reivindicar l'abatiment de 60 (amb 48 confirmats) bombarders russos Tupolev SB-2, que estaven fins aleshores considerats com no interceptables. Front la pèrdua de 73 Fiat C.R.32, els legionaris reivindicaven l'abatiment, confirmat, de 242 biplans Polikarpov I-15, 240 monoplans Polikarpov I-16, a part d'un centenar d'abatiments no confirmats. En realitat, segons fonts espanyoles, només van ser 297 abatiments. El màxim d'esquadrilles en vol (dinou en total), es va donar en el mes d'agost de 1938.
Després de la guerra, es van seguir fabricant a Sevilla amb la denominació C.1-Chirri-(Hispano Ha 132L), formant els grups 21, 22, 23, 28 i 29 de i a la Escuela de caza fins a l'any 1953.

### Altres teatres

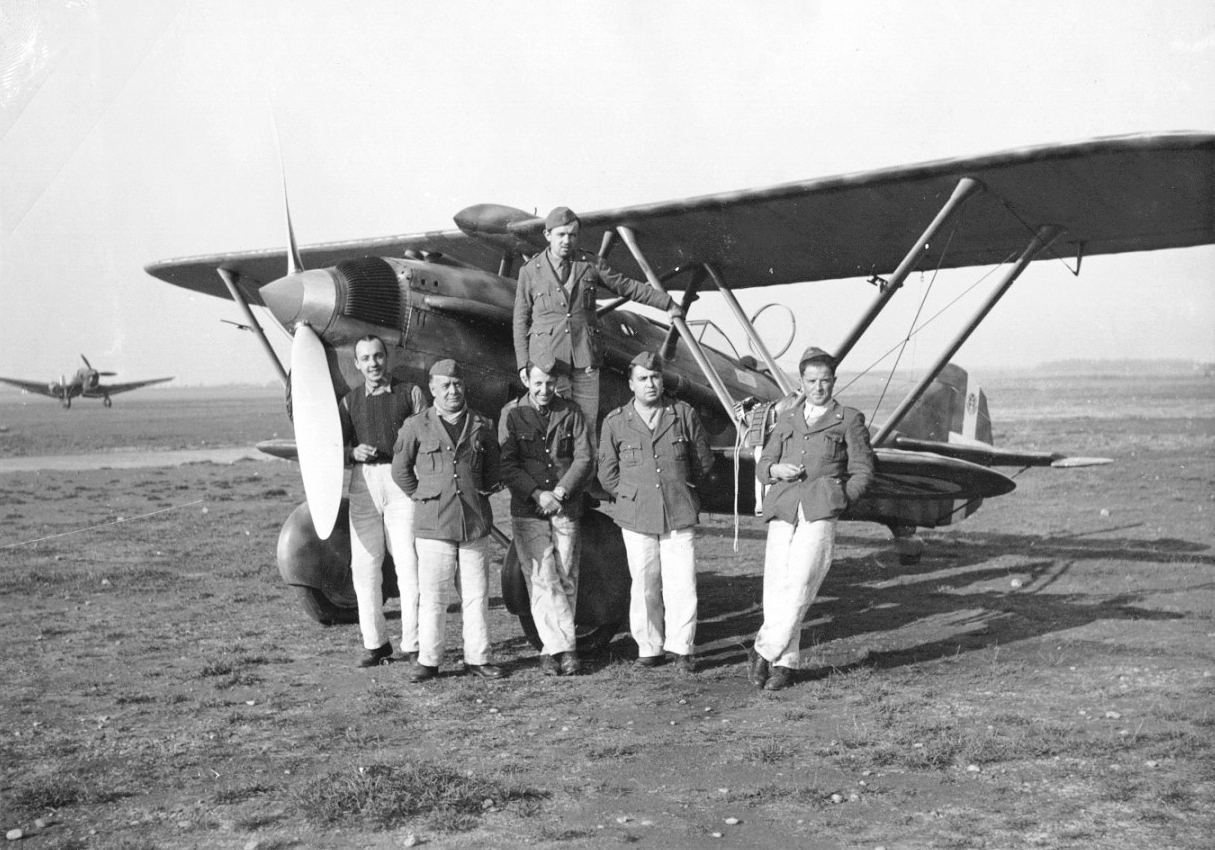
Grup de pilots del C.R.32

- Itàlia, Incorporats en 'La Regia Aeronautica' en el 1936, es va crear la 4a esquadrilla d'elit, que amb 5 o 10 avions, es va dedicar a fer exhibicions aèries pel país, Europa i Sud Amèrica. Al començament de la Segona Guerra Mundial hi havia disponibles encara 294 avions, que es van demostrar inferiors als biplans britànics Gloster Gladiator, així com als monoplans més moderns Hawker Hurricane i Spitfire.
- Durant la Segona Guerra Mundial al nord de l'Àfrica, van començar per patrullar les ciutats de Trípoli i Tobruk, i no va ser fins a l'11 de juny que van interceptar una formació de bombarders Bristol Blenheim, després es varen formar esquadrilles d'atac a terra.
- A l'Àfrica oriental, van participar en escaramusses amb bombarders escoltats per caces Hawker Hurricane.
- A Hongria, que el 1935 havia obtingut 76 aparells, els va destinar per l'ensinistrament de pilots de caça, i posteriorment van intervenir en l'ofensiva sobre Txecoslovàquia.
- Veneçuela va obtindre nou aparells dotats d'un radiador més gran per operar en el clima càlid que van ser operatius fins a 1945.
- Àustria, va fer una comanda de 45 aparells l'any 1936, els quals després es van incorporar a la Luftwaffe en el cos de Luftwaffen Kommando Österreich.
- Xina va ser el primer client extern, ja que va fer una comanda de 16 avions i després 24 extres l'any 1933 per incorporar-los a les seves forces aèries. Aquests es van demostrar superiors als Boeing P.26 i als Curtiss Hawk III, però hi havia problemes per importar alcohol (utilitzat en el seu combustible), i el maig del 1936 només sis aparells eren operatius.
- Paraguai, va comprar 5 aparells que van restar operatius durant diversos anys.

## Versions
- C.R.32

Primera versió de sèrie
- C.R.32bis

Versió amb dues metralladores Breda-SAFAT Mod. 1928Av. de calibre 7,7 mm a les ales inferiors, junt amb les altres dues del capó, fora del disc de l'hèlix. En moltes de les unitats consignades, les metralladores foren retirades per reduir pes. Produït el 1935 amb un total de 328 aparells.
- C.R.32ter

Posterior millora amb dues metralladores Breda-SAFAT de calibre 12,7 mm al capó, en lloc de les dues de 7,7 mm. Produïts 103 aparells.
- C.R.32quater

Allargament de l'aparell original, produïts 298 aparells, va finalitzar la seva producció el 1939.

## Aparells existents
- Museo storico dell'Aeronautico Militare di Vigna di Valle, Bracciano : Un exemplar de C.1 (Hispano Ha 132L), construït a Espanya i donat a la Aeronautica Militar Italiana el 1955.
- Madrid, Museo del aire: Un aparell reconstruït amb parts d'un C.1(Hispano Ha 132L).